# American way of life
O American Way (em português, jeito americano ou estilo americano) ou American way of life (estilo de vida americano) é a expressão aplicada a um estilo de vida que funcionaria como referência de autoimagem para a maioria dos habitantes dos Estados Unidos da América.  Seria uma modalidade, comportamento, dominante e expressão do ethos nacionalista desenvolvido a partir do século XVIII, cuja base é a crença nos direitos à vida, à liberdade e à busca da felicidade, como direitos inalienáveis de todos os americanos, nos termos da Declaração de Independência. Pode-se relacionar o American way com o American Dream.
Durante a Guerra Fria a expressão era muito utilizada pela mídia para mostrar as diferenças da qualidade de vida entre as populações dos blocos capitalista e socialista. Naquela época, a cultura popular americana abraçava a ideia de que qualquer indivíduo, independente das circunstâncias de sua vida no passado, poderia aumentar significativamente a qualidade de sua vida no futuro através de determinação, do trabalho duro e da habilidade.
Nos dias atuais, a expressão novamente se tornou presente, graças à crença difundida tanto por Bush pai quanto por Bush filho de que o estilo de vida americano não pode ser ameaçado e nem negociado. Bush pai utilizou o American way em 1992 como argumento para recusar propostas de diminuição das taxas de gás carbônico, afirmando que o American way "não pode ser negociável". Já Bush filho utilizou-se da expressão para convencer a população americana a apoiá-lo na "instauração da democracia" no Afeganistão e no Iraque, defendendo que o American way "não pode ser ameaçado por outras nações".

## História
Durante o tempo da Guerra Fria, a expressão foi usada pela mídia para destacar as diferenças de padrões de vida das populações dos Estados Unidos e da União Soviética. Naquela época, a cultura popular americana amplamente abraçava a ideia de que qualquer pessoa, independentemente das circunstâncias do seu nascimento, poderia aumentar significativamente seu padrão de vida através da determinação, do trabalho duro e da habilidade natural. No setor do emprego, esse conceito foi expresso pela crença de que um mercado competitivo promoveria o talento individual e o interesse renovado no empreendedorismo. Politicamente, ela tomou a forma de uma crença na superioridade de uma democracia livre, fundada em uma expansão produtiva e econômica sem limites.
Um livro de Will Herberg, publicado em 1955, identificou politicamente o American Way of Life, como sendo "composto quase que igualmente de democracia e livre iniciativa" - a "religião comum" da sociedade americana. Para ele, o modo de vida americano é individualista, dinâmico, pragmático. Afirma o valor supremo e a dignidade do indivíduo, salienta a atividade incessante de sua parte, pois nunca é demais se esforçar para "chegar à frente", define uma ética de autossuficiência, o personagem de mérito, e os critérios de realização: o que conta são "as ações, não os credos". O "American Way of Life" humanitário, otimista. Os americanos são facilmente as pessoas mais generosas e filantrópicas em todo o mundo, em termos de resposta pronta e irrestrita ao sofrimento em qualquer lugar do globo. O americano acredita no progresso, no autoaperfeiçoamento, e fanaticamente na educação. Mas acima de tudo, o norte-americano é idealista. Os americanos não podem continuar a ganhar dinheiro ou alcançar sucesso no mundo simplesmente por seus próprios méritos; tais "materialistas" devem, na mente dos americanos, justificar-se por "superior" em termos de "serviço" ou "administração" ou "bem-estar geral "... E porque são tão idealistas, os americanos tendem a ser moralistas, e eles estão inclinados a ver todas as questões como questões claras e simples, preto e branco, da moralidade.
Como observa um comentarista, "a primeira metade da declaração Herberg ainda se mantém verdadeira quase meio século depois que ele formulou pela primeira vez", embora "as últimas reivindicações Herberg têm sido severamente se não completamente minadas... o materialismo já não precisa ser justificado em termos altissonantes". 
No Relatório Anual de 1999 da Isa Administração dos Arquivos e Registros Nacionais, o arquivista nacional, John W. Carlin, escreve: "Nós somos diferentes porque o nosso governo e nosso modo de vida não são baseadas no direito divino dos reis, nos privilégios hereditários de elites ou nas deferências a ditadores. São baseados em pedaços de papel, nas Cartas da Liberdade - a declaração que afirmou nossa independência, a Constituição que criou o nosso governo e o Bill of Rights, que estabeleceu as nossas liberdades".

## Na mídia
- Bowling for Columbine – satiriza e, ao mesmo tempo, tenta explicar porque o American way é consolidado e utilizado apenas com violência.
- Dreamgirls – um trio musical formado por garotas negras consegue fazer enorme sucesso no mundo da música após serem descobertas por um ambicioso empresário que não mede esforços para conseguir o que quer.
- Flashdance – jovem trabalhadora e de origem humilde utiliza-se do American way para sobreviver e conseguir entrar em prestigiada escola de balé clássico.
- Team America: World Police – satiriza o jingoísmo e a crença de que os Estados Unidos têm o direito de policiar o resto do mundo.
- The Pursuit of Happyness – conta a história real de Chris Gardner, um homem que passa por inúmeras dificuldades (inclusive se torna sem-teto) e que, por fim, se torna milionário.
- Working Girl – secretária de origem humilde não mede esforços para conseguir entrar no competitivo mundo da Bolsa de Valores de Nova Iorque.